# El Amor Es Ciego: Reino Unido
Love is Blind: UK es una serie de telerrealidad británica basada en la versión estadounidense original del mismo nombre presentada por Matt Willis y Emma Willis que se estrenó en Netflix el 7 de agosto de 2024, como un evento de tres semanas.  El 21 de agosto de 2024, se anunció que la versión del Reino Unido se renovó para una segunda temporada. 

## Resumen de la temporada

### Temporada 1
| Parejas             | Notas de Relación | Casados | Aún Juntos |
| ------------------- | --- | ------- | ---------- |
| Bobby y Jasmine     | Bobby y Jasmine se casaron. En el reencuentro filmado un año después, se reveló que Bobby se había mudado a Londres y que todavía estaban juntos. | Si      | Si         |
| Benaiah y Nicole    | La pareja se comprometió después de las cápsulas y conoció al resto de parejas en Corfú. A pesar del falso comienzo, Benaiah y Nicole se casaron. En el reencuentro se reveló que todavía estaban juntos y viviendo juntos.                                                     | Si      | Si         |
| Steven y Sabrina    | Steven y Sabrina se casaron. En el reencuentro un año después, se reveló que Steven y Sabrina ya no estaban juntos. Sus problemas se vieron empañados por una relación a larga distancia.                                                                                       | Si      | No         |
| Freddie y Catherine | No se casaron. Catherine dijo que sí, pero Freddie sintió que no era el momento adecuado para ellos. Después de que ella se fue, él le dijo a su familia que todavía la quería en su vida. Sin embargo, ella dijo que le costaría mucho recuperarse .                           | No      | No         |
| Ollie y Demi        | Después de un distanciamiento antes de la boda, Demi decidió no casarse con Ollie en el altar. Ollie le preguntó por qué y ella le respondió que no quería hacerlo por ahora, en lugar de un no rotundo. En el reencuentro se reveló que no habían continuado con la relación.  | No      | No         |
| Tom y Maria         | Se separaron el día de la boda. Tom dijo que no, afirmando que tenían algunas diferencias y que no había tenido tiempo suficiente para resolverlas. María habría dicho que sí. En el reencuentro se reveló que sus diferencias no se habían resuelto y permanecieron separados. | No      | No         |
| Sam y Nicole        | La pareja no fue a Corfú con el resto de parejas. Ambos confesaron por separado no sentir conexión en el mundo real y terminaron su compromiso. | No      | No         |

## Participantes

### Temporada 1
Los participantes de la primera temporada se revelaron el 24 de julio de 2024. 
| Nombre                   | Edad | Ocupación                                     | Ciudad Natal                | Estado de Relación                                                 |
| ------------------------ | ---- | --------------------------------------------- | --------------------------- | ------------------------------------------------------------------ |
| Sabrina Egerton          | 35   | Directora de Marketing y Comunicaciones       | Belfast, Irlanda del Norte  | Casados, se separaron después de la boda.                          |
| Steven Smith             | 37   | Propietario de Gimnasio                       | Londres, Inglaterra         | Casados, se separaron después de la boda.                          |
| Jasmine                  | 29   | Enfermera de Salud Mental                     | Londres, Inglaterra         | Casados                                                            |
| Bobby Johnson            | 33   | Guía de Compras de Lujo                       | Staffordshire, Inglaterra   | Casados                                                            |
| Nicole Stevens           | 29   | Jefe de Marca y Marketing                     | Surrey, Inglaterra          | Casados                                                            |
| Benaiah Grunewald Brydie | 33   | Paisajista Estructural                        | Preston, Inglaterra         | Casados                                                            |
| Demi Brown               | 30   | Encargada de Salvaguardia y Asistencia        | Londres, Inglaterra         | Se separaron en la boda.                                           |
| Ollie Sutherland         | 33   | Vendedor de Software                          | Londres, Inglaterra         | Se separaron en la boda.                                           |
| Catherine Richards       | 29   | Enfermera Dental                              | Jersey, Islas del Canal     | Se separaron en la boda.                                           |
| Freddie Powell           | 32   | Director de Funeraria                         | Bolton, Inglaterra          | Se separaron en la boda.                                           |
| Maria                    | 30   | Artista del Maquillaje                        | Southampton, Inglaterra     | Se separaron en la boda.                                           |
| Tom Stroud               | 38   | Consultor de Relaciones Públicas y Publicidad | Londres, Inglaterra         | Se separaron en la boda.                                           |
| Sam Klein                | 31   | Gerente de Diseño de Producto                 | Londres, Inglaterra         | Brevemente comprometido con Nicole; se separaron antes de la boda. |
| Aaron Murrell            | 33   | Restaurador de Pollo                          | Milton Keynes, Inglaterra   | No comprometidos                                                   |
| Charlie Mawson           | 34   | Gerente General de Gimnasio                   | Hertfordshire, Inglaterra   | No comprometidos                                                   |
| Conor Griffin            | 31   | Dueño de Negocio de Alimentos Saludables      | Dublin, Irlanda             | No comprometidos                                                   |
| Ella Liliana             | 27   | Asistente Social                              | Derbyshire, Inglaterra      | No comprometidos                                                   |
| Elle                     | 27   | Diseñadora Gráfica                            | Londres, Inglaterra         | No comprometidos                                                   |
| Jake Singleton-Hill      | 32   | Ingeniero Civil                               | Leicestershire, Inglaterra  | No comprometidos                                                   |
| Joanes                   | 31   | Gerente de Servicio                           | Luton, Inglaterra           | No comprometidos                                                   |
| Jordan Baker             | 32   | Fundador de Fashion Tech                      | Surrey, Inglaterra          | No comprometidos                                                   |
| Lisa Hendrie             | 34   | Fotógrafa de bebés                            | Edimburgo, Escocia          | No comprometidos                                                   |
| Natasha Waters           | 32   | Coordinadora de Carreras                      | Cheshire, Inglaterra        | No comprometidos                                                   |
| Olivia Lavelle           | 28   | Directora Creativa de Proyectors              | Londres, Inglaterra         | No comprometidos                                                   |
| Priyanka "Priya" Grewal  | 37   | Gerente de Adquisiciones                      | Berkshire, Inglaterra       | No comprometidos                                                   |
| Ria Prosser              | 34   | Gerente de Contratos Comerciales              | Londres, Inglaterra         | No comprometidos                                                   |
| Richie                   | 30   | Director de Mantenimiento de Césped Deportivo | Gloucestershire, Inglaterra | No comprometidos                                                   |
| Ryan Williams            | 31   | DJ tecno y violonchelista                     | Edimburgo, Escocia          | No comprometidos                                                   |
| Sharlotte Ritchie        | 35   | Directora de Comunicaciones Globales          | Londres, Inglaterra         | No comprometidos                                                   |
| Shirley Bekker           | 27   | Médico Junior                                 | Londres, Inglaterra         | No comprometidos                                                   |

## Episodios

### Temporada 1 (2024)
| No. de Episodio | Título                                   | Fecha Original de Lanzamiento |
| --------------- | ---------------------------------------- | ----------------------------- |
| 1               | Las cápsulas se abren                    | 7 de agosto de 2024           |
| 2               | Dos es pareja, tres es triángulo amoroso | 7 de agosto de 2024           |
| 3               | Está aquí por la fama                    | 7 de agosto de 2024           |
| 4               | Tuvimos sexo... ¡dos veces!              | 7 de agosto de 2024           |
| 5               | Cometí un error                          | 14 de agosto de 2024          |
| 6               | Si ya lo hizo, lo volverá a hacer        | 14 de agosto de 2024          |
| 7               | ¿Ella es suficiente para ti?             | 14 de agosto de 2024          |
| 8               | Adivinen quién regresó                   | 14 de agosto de 2024          |
| 9               | Quiero firmar un acuerdo prenupcial      | 14 de agosto de 2024          |
| 10              | Nos vemos en el altar                    | 21 de Agosoto de 2024         |
| 11              | Parejas, ¿están listas?                  | 21 de Agosoto de 2024         |
| 12              | El reencuentro                           | 26 de agosto de 2024          |